# Schodnja (plaats)
Schodnja (Russisch: Сходня) is een voormalige stad in de Russische oblast Moskou en sinds 15 september 2004 bestuurlijk onderdeel van het stadsdistrict Chimki. en heeft sindsdien de status van microdistrict. De plaats ligt op de zuidelijke uitlopers van de Klin-Dmitrovskhoogte op 29 kilometer ten noordwesten van Moskou aan de gelijknamige rivier. Schodnja ligt aan de spoorlijn van Sint-Petersburg naar Moskou.

## Geschiedenis
De locatie van Schodnja werd waarschijnlijk al in zeer vroege tijden bewoond, mogelijk door Krivitsjen, maar later weer verlaten. In 1936 werden overblijfselen gevonden van een neanderthaler, uit het 2e tot 3e millennium v.Chr., maar daar de kust van de Schodnjarivier lange tijd zeer dicht bebost was woonden er toen waarschijnlijk nog geen mensen.

### De spoorlijn en het ontstaan van Schodnja
In 1848 werd een begin gemaakt met de aanleg van de spoorlijn van Sint-Petersburg naar Moskou, waaraan het latere Schodnja zou verschijnen. Net als de eerder aangelegde hoofdweg tussen Moskou en Sint-Petersburg vorderden ook hieraan de werkzaamheden zeer langzaam. De ruim 35.000 kleine boeren die onder zware omstandigheden gedwongen werden om de spoorlijn aan te leggen, kwamen regelmatig in opstand tegen hun omstandigheden. Deze opstanden werden echter altijd genadeloos neergeslagen. Bij Schodnja waren de werkomstandigheden helemaal zwaar; de ondergrond bestond uit moerassen en vochtig braakland en er waren afgezien van een aantal snel gebouwde houten hutten, die nauwelijks geschikt waren als onderkomen, geen goede verblijfplaatsen voor de duizenden arbeiders. In de moerasachtige bodem moesten de dwangarbeiders de boomstobben met bijlen verwijderen om ruimte te maken voor de spoorlijn. In 1851 kwam de spoorlijn gereed met een houten brug over de Schodnja, die in 1884 werd vervangen door een hoge brug. 1851 wordt vaak gezien als het begin van de nederzetting, daar er toen niet alleen meer spoorwegwerkers, maar ook Moskovieten in de plaats gingen wonen. Rijke Moskovitische handelaren kochten vervolgens veel gronden om de plaats op om er grote landgoederen op aan te leggen. De regio rond Schodnja werd vervolgens "Moskous Zwitserland" (Podmoskovnoj Sjverjtsariejej) genoemd. In 1870 kreeg Schodnja haar eigen spoorstation.
Rond 1890 werden 6 landgoederen bij Schodnja opgericht, waarvan het merendeel in handen was van de Moskouse handelaar Ledentsov. In 1900 werd een Drieeënheidskerk gebouwd in Schodnja. Vlak voor zijn dood in 1905 bepaalde Ledentsov dat hij na zijn dood zijn landgoederen zou weggeven aan de maatschappij, hetgeen in 1909 geschiedde. Zijn land werd in stukjes geknipt en aan private personen verkocht. Een jaar later werd een plan voor een nieuwe opzet van de nederzetting gemaakt. Schodnja werd daarop een datsjanederzetting.

### Industrialisatie en groei
Begin 20e eeuw begon de industrialisatie van Schodnja en kreeg de plaats onder andere een meubelcoöperatie. In 1917 woonden er ongeveer 1200 mensen. Toch werd het in 1921 het bestuurlijk centrum van de 2 jaar eerder gevormde oblast Oeljanovsk (Lenin (Oeljanov) was er verschillende malen in de periode tussen 1918 en 1922). Nadat de plattelandsdistricten waren opgeheven, werd Schodnja het bestuurlijk centrum van het naar haar vernoemde district Schodnenski van de oblast Moskou en had 170 plaatsen met ongeveer 50.000 mensen onder haar jurisdictie. De plaats werd bij het eerste vijfjarenplan meteen ingezet voor de industrialisatie met vooral tuinbouwbedrijven. In 1937 waren er in het district Schodnenski 17 industriële bedrijven, waar zo'n 18.000 mensen werkten. De belangrijkste daarvan lagen echter allemaal in het zuiden, waardoor de daar gelegen plaats Krasnogorsk de functie van bestuurlijk centrum kreeg in 1932 en Schodnja bestuurlijk onder het district Solnetsjnogorski kwam te vallen en vanaf 1939 onder het district Chimkinski.
In 1938 kreeg het de status van nederzetting met stedelijk karakter en een jaar later woonden er al 7.800 mensen. Tijdens de Grote Vaderlandse Oorlog wisten de Duitse troepen door te stoten tot vlak bij Schodnja in 1941 en werden de fabrieken en het spoorwegstation gebombardeerd. De Slag om Moskou verhinderde echter dat ze verder oprukten en op 7 december 1941 werd de tegenaanval ingezet en week het gevaar voor de plaats. Wel bleven er Wit-Russische partizanengroepen gelegerd in de plaats, waarvoor van 1943 tot 1944 zelfs een filiaal van de Wit-Russische Staatsuniversiteit bestond in Schodnja.
Op 18 december 1961, toen de plaats ongeveer 60.000 inwoners had, werden de plaats en de omringende dorpen bestuurlijk samengevoegd en kreeg Schodnja de status van stad.

## Economie, onderwijs en voorzieningen
Naast de meubelfabriek (die verschillende malen werd uitgebreid) bevindt zich ook een elektronicafabriek, een fabriek voor machinaal gebreide stoffen en een confectiefabriek.
In het microdistrict bevinden zich de Russische Internationale Academie voor Toerisme, een filiaal van de Staatsuniversiteit van Moskou voor Verbruikscoöperatie, twee middelbare scholen, een muziekschool, lyceum, een internaat, zeven bibliotheken, een stadion en een ziekenhuis.

## Transport
Door haar locatie aan twee spoorlijnen; de Leningradspoorlijn en de Oktoberspoorlijn is de plaats relatief goed bereikbaar. De plaats ligt op een half uur per trein van het centrum van Moskou. Daarnaast rijden verschillende marsjroetkataxi's en buslijnen op metrostation Retsjnoj Vokzal.
| 1921  | 1927      | 1939  | 1959   | 1970   | 1979   | 1989   | 2002   |
| ----- | --------- | ----- | ------ | ------ | ------ | ------ | ------ |
| 1.276 | 2.000 (±) | 7.800 | 15.800 | 18.500 | 17.600 | 20.366 | 19.119 |